# Висоцко Вижне (ґміна)
Ґміна Висоцко Вижне — колишня (1934–1939 рр.) сільська ґміна Турківського повіту Львівського воєводства Польської республіки. Центром ґміни було село Висоцько Вижнє.
Ґміну Висоцко Вижне було утворено 1 серпня 1934 р. у межах адміністративної реформи в ІІ Речі Посполитій із дотогочасних сільських ґмін Либохора і Висоцько Вижнє.
Гміна ліквідована в 1940 р. у зв’язку з утворенням Боринського району.